# Cubo de Cantor
Em matemática, mais especificamente em topologia geral, o cubo de Cantor é a generalização do conjunto ternário de Cantor. 

## Definição
Denotemos por {\displaystyle D} o subspaço {\displaystyle \{0,1\}} da reta real. Dado um cardinal {\displaystyle \kappa \geq \omega }, definimos por cubo de Cantor de peso {\displaystyle \kappa } o espaço {\displaystyle D^{\kappa }}, com a topologia produto; isto é o produto {\displaystyle \Pi _{s\in S}D_{s}}, tal que a cardinalidade de {\displaystyle S} é {\displaystyle \kappa } e, para todo {\displaystyle s\in S,\,D_{s}=D}.
Em especial, {\displaystyle D^{\omega }} é o conjunto ternário de Cantor.

## Propriedades
- Como {\displaystyle D} é fechado e limitado, e portanto compacto, segue que, para qualquer  {\displaystyle \kappa }, {\displaystyle D^{\kappa }} é compacto.

- Para qualquer {\displaystyle \kappa }, o peso de {\displaystyle D^{\kappa }} é {\displaystyle \kappa }.

- Para qualquer {\displaystyle \kappa } e qualquer {\displaystyle x\in D^{\kappa }}, o carácter de tal ponto é {\displaystyle \kappa }.

- Para qualquer {\displaystyle \kappa }, {\displaystyle D^{\kappa }} é zero- dimensional.

- Para qualquer {\displaystyle \kappa }, {\displaystyle D^{\kappa }} é um espaço universal para qualquer espaço zero-dimensional.

## Referencias
- Rysxard Engelking, General Topology, Heldermann Verlag, Sigma Series in Pure Mathematics, December 1989, ISBN 3885380064.